# Valerij Gopin
Valerij Pavlovitj Gopin (ryska: Валерий Павлович Гопин), född 8 maj 1964 i Seltso i Brjansk oblast, är en rysk tidigare handbollstränare och handbollsspelare (vänstersexa).
Gopin var som spelare bland annat med och tog guld vid OS 1988 i Seoul och OS-guld 1992 i Barcelona. Han var också med och vann två VM-guld, två VM-silver, ett EM-guld och ett EM-silver.

## Klubbar som spelare
- Lokomotiv Tjeljabinsk (1981–1991)
- Club Maristas Málaga (1991–1994)
- SG Leutershausen (1996–1997)
- VfL Gummersbach (1997–1998)
- SG Hameln (1998–1999)
- HSG Kronau/Bad Schönborn (1999–2001)[3]
- SC Merano (2001–2003)

## Tränaruppdrag
- Lokomotiv Tjeljabinsk (2003–2006)
- Rysslands herrlandslag (assisterande, 2005–2006)
- Eintracht Hildesheim (juli–oktober 2006)
- Dinamo Tjeljabinsk (2017–2018)